# Jasenica (gmina Modriča)
Jasenica (cyr. Јасеница) – wieś w Bośni i Hercegowinie, w Republice Serbskiej, w gminie Modriča. W 2013 roku liczyła 46 mieszkańców.